# كريستيان كونت روزنبورغ
كريستيان كونت روزنبورغ (بالدنماركية: Christian af Rosenborg)‏ (22 أكتوبر 1942 - 21 مايو 2013) أمير دنماركي.

## روابط خارجية
- كريستيان كونت روزنبورغ على موقع ميوزك برينز (الإنجليزية)